# Hariharpur (Dhanusa)
Hariharpur (nep. हरिहरपुर) – gaun wikas samiti w środkowej części Nepalu w strefie Dźanakpur w dystrykcie Dhanusa. Według nepalskiego spisu powszechnego z 2011 roku liczył on 1562 gospodarstwa domowe i 9449 mieszkańców (4555 kobiet i 4894 mężczyzn).